# FTSE 100 지수

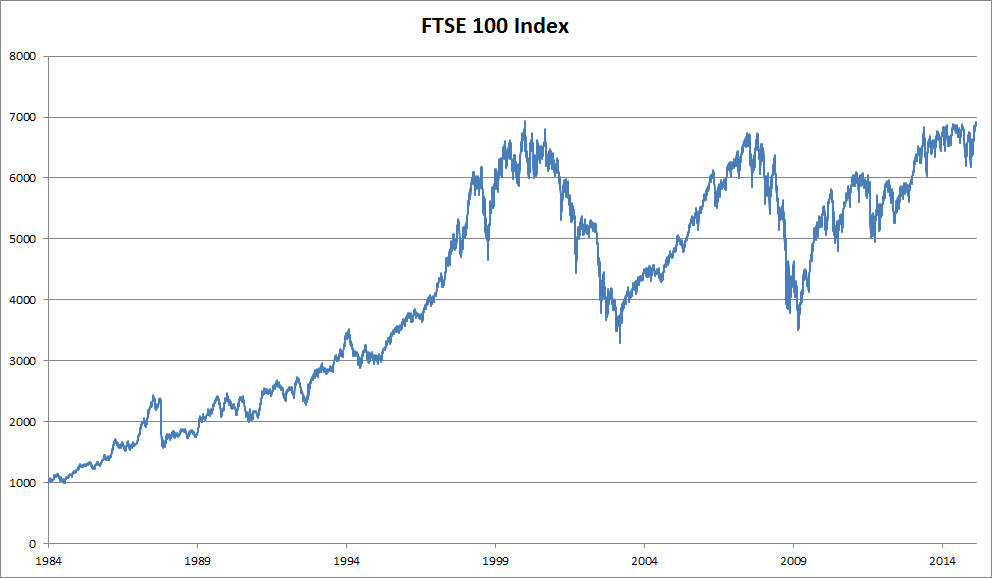

FTSE 100 지수(FTSE 100 Index, IPA: [ˈfʊtsiː], "풋시ː 원 헌드레드 인덱스", 보통 줄여서 FTSE 100)는 런던 증권거래소에 상장되어 있는 주식 중, 시가총액 순서대로 100개 기업의 주가를 지수화한 종합 주가 지수이다. 영국 주식 시장의 대표 지수이다.
FTSE는 Financial Times Stock Exchange의 약어이다. 이 주가 지수는 FTSE 그룹이 관리하는데, FTSE 그룹은 파이낸셜 타임즈 및 런던 증권거래소가 합작 투자한 기업으로서 현재는 독립 기업이다.
FTSE 100에 오른 기업들은, 런던 증권거래소의 총 시가총액의 80%를 차지한다. FTSE 올-섀어 인덱스가 좀 더 포괄적이기는 하지만, FTSE 100은 아직까지 영국 주식 시장을 대표하는 대표 지수이다. 관련 주가 지수로서는 FTSE 250 인덱스(FTSE 100 다음의 250개의 상장 기업을 나열한다.), FTSE 350 인덱스(FTSE 100과 250를 합친 것이다.), FTSE 스몰캡 인덱스, FTSE 플레쥘링(FTSE Fledgling)이 있다. FTSE 올-섀어 인덱스는 FTSE 100, FTSE 250, FTSE 스몰캡을 모두 합친 것이다.
FTSE 100 지수의 구성 기업은 매 분기마다 재검토된다; FTSE 250 지수에서 가장 시가 총액이 큰 기업이 FTSE 100 지수의 상위 90위에 해당하는 시각 총액을 갖고 있으면, 그 기업은 FTSE 100 지수로 편입된다. 2006년 기준으로, 그러한 기준 시가 총액은 29억 영국 파운드£였다. 2006년 12월 29일 기준으로, FTSE 100 지수의 상위 6개 기업은 BP, 로얄 더치 셸, HSBC, 보다폰 그룹, 로열 뱅크 오브 스코틀랜드 그룹, 글락소스미스클라인이었으며, 모두 시가 총액이 각각 600억 영국 파운드£를 넘었다.
FTSE 100 지수의 구성 기업은 FTSE 그룹이 정하는 몇 가지 규정을 지켜야 한다. "파운드 스털링" 혹은 "유로" 통화를 위주로 런던 증권거래소에 온전히 상장되어 있어야 하며, 국적, 자유 부동 주식 수량, 유동성 등의 분야에서 몇 가지 기준을 통과하여야 한다.
나열된 기업들 중 대부분은, 이름 끝에 약어 plc가 붙는다. 이것은 그 기업이 퍼블릭 리미티드 컴패니라는 것을 의미한다.
FTSE 100 지수의 기준일은 1984년 1월 3일로, 1000.00 포인트를 기준치로 시작되었다. 주식 거래는 08:00-16:29까지이다. (16:29에 클로징 옥션이 시작된다.) 종가(closing values)는 16:35에 기록된다.

## FTSE 100 기업
다음은 FTSE 100을 구성하는 기업의 목록이다.
| 번호 | 기업                                | 코드명 | 업계 분류                   |
| 1    | 3i                                  | III    | 금융 서비스                 |
| 2    | Abrdn                               | ABDN   | 금융 서비스                 |
| 3    | Admiral Group                       | ADM    | 손해보험                    |
| 4    | Airtel Africa                       | AAF    | 통신                        |
| 5    | Anglo American plc                  | AAL    | 광업                        |
| 6    | Antofagasta plc                     | ANTO   | 광업                        |
| 7    | Ashtead Group                       | AHT    | 지원 서비스                 |
| 8    | Associated British Foods            | ABF    | 식품 생산                   |
| 9    | AstraZeneca                         | AZN    | 제약 및 생명공학            |
| 10   | Auto Trader Group                   | AUTO   | 미디어                      |
| 11   | Aviva                               | AV     | 생명보험                    |
| 12   | B&M                                 | BME    | 소매업체                    |
| 13   | BAE Systems                         | BA     | 항공우주 및 방위            |
| 14   | Barclays                            | BARC   | 은행                        |
| 15   | Barratt Developments                | BDEV   | 생활용품 및 주택건설        |
| 16   | Beazley Group                       | BEZ    | 보험                        |
| 17   | Berkeley Group Holdings             | BKG    | 생활용품 및 주택건설        |
| 18   | BP                                  | BP     | 석유 및 가스 생산업체       |
| 19   | British American Tobacco            | BATS   | 담배                        |
| 20   | British Land                        | BLND   | 부동산 투자신탁             |
| 21   | BT Group                            | BT-A   | 유선통신                    |
| 22   | Bunzl                               | BNZL   | 지원 서비스                 |
| 23   | Burberry                            | BRBY   | 개인 물품                   |
| 24   | Centrica                            | CNA    | 유틸리티                    |
| 25   | Coca-Cola HBC                       | CCH    | 음료                        |
| 26   | Compass Group                       | CPG    | 지원 서비스                 |
| 27   | Convatec                            | CTEC   | 보건 의료                   |
| 28   | CRH plc                             | CRH    | 건축 자재                   |
| 29   | Croda International                 | CRDA   | 화학                        |
| 30   | DCC plc                             | DCC    | 지원 서비스                 |
| 31   | Diageo                              | DGE    | 음료                        |
| 32   | Endeavour Mining                    | EDV    | 광업                        |
| 33   | Entain                              | ENT    | 여행 및 레저                |
| 34   | Experian                            | EXPN   | 지원 서비스                 |
| 35   | Foreign & Colonial Investment Trust | FCIT   | 금융 서비스                 |
| 36   | Flutter Entertainment               | FLTR   | 여행 및 레저                |
| 37   | Frasers Group                       | FRAS   | 소매                        |
| 38   | Fresnillo plc                       | FRES   | 광업                        |
| 39   | Glencore                            | GLEN   | 광업                        |
| 40   | GSK plc                             | GSK    | 제약 및 생명공학            |
| 41   | Haleon                              | HLN    | 제약 및 생명공학            |
| 42   | Halma plc                           | HLMA   | 전자 및 전기 장비           |
| 43   | Hargreaves Lansdown                 | HL     | 금융 서비스                 |
| 44   | Hiscox                              | HSX    | 보험                        |
| 45   | HSBC                                | HSBA   | 은행                        |
| 46   | IHG Hotels & Resorts                | IHG    | 여행 및 레저                |
| 47   | Imperial Brands                     | IMB    | 담배                        |
| 48   | Informa                             | INF    | 미디어                      |
| 49   | International Airlines Group        | IAG    | 여행 및 레저                |
| 50   | Intertek                            | ITRK   | 지원 서비스                 |
| 51   | JD Sports                           | JD     | 일반 소매업체               |
| 52   | Johnson Metthey                     | JAMT   | 화학                        |
| 53   | Kingfisher plc                      | KGF    | 소매업체                    |
| 54   | Land Securities                     | LAND   | 부동산 투자신탁             |
| 55   | Legal & General                     | LGEN   | 생명 보험                   |
| 56   | Lloyds Banking Group                | LLOY   | 은행                        |
| 57   | London Stock Exchange Group         | LSEG   | 금융 서비스                 |
| 58   | M&G                                 | MNG    | 자산운용사                  |
| 59   | Melrose Industries                  | MRO    | 자동차 및 부품              |
| 60   | Mondi                               | MNDI   | 임업 및 제지                |
| 61   | National Grid plc                   | NG     | 가스, 물 및 다중 유틸리티   |
| 62   | NatWest Group                       | NWG    | 은행                        |
| 63   | Next plc                            | NXT    | 일반 소매업체               |
| 64   | Ocado Group                         | OCDO   | 식품 및 의약품 소매업체     |
| 65   | Pearson plc                         | PSON   | 미디어                      |
| 66   | Pershing Square Holdings            | PSH    | 금융 서비스                 |
| 67   | Persimmon plc                       | PSN    | 생활용품 및 주택건설        |
| 68   | Phoenix Group                       | PHNX   | 생명 보험                   |
| 69   | Prudential plc                      | PRU    | 생명 보험                   |
| 70   | Reckitt                             | RKT    | 생활용품 및 주택건설        |
| 71   | RELX                                | REL    | 미디어                      |
| 72   | Rentokil Initial                    | RTO    | 지원 서비스                 |
| 73   | Rightmove                           | RMV    | 미디어                      |
| 74   | Rio Tinto                           | RIO    | 광업                        |
| 75   | Rolls-Royce Holdings                | RR     | 항공우주 및 방위            |
| 76   | RS Group plc                        | RS1    | 산업재                      |
| 77   | Sage Group                          | SGE    | 소프트웨어 및 컴퓨터 서비스 |
| 78   | Sainsbury's                         | SBRY   | 식품 및 의약품 소매업체     |
| 79   | Schroders                           | SDR    | 금융 서비스                 |
| 80   | Scottish Mortgage Investment Trust  | SMT    | 주식 투자 상품              |
| 81   | Segro                               | SGRO   | 부동산 투자신탁             |
| 82   | Severn Trent                        | SVT    | 가스, 물 및 다중 유틸리티   |
| 83   | Shell plc                           | SHEL   | 석유 및 가스 생산업체       |
| 84   | DS Smith                            | SMDS   | 일반 산업                   |
| 85   | Smiths Group                        | SMIN   | 일반 산업                   |
| 86   | Smith & Nephew                      | SN     | 건강 관리 장비 및 서비스    |
| 87   | Smurfit Kappa                       | SKG    | 일반 산업                   |
| 88   | Spirax-Sarco Engineering            | SPX    | 산업 공학                   |
| 89   | SSE plc                             | SSE    | 전기                        |
| 90   | Standard Chartered                  | STAN   | 은행                        |
| 91   | St. James's Place plc               | STJ    | 금융 서비스                 |
| 92   | Taylor Wimpey                       | TW     | 생활용품 및 주택 건설       |
| 93   | Tesco                               | TSCO   | 식품 및 의약품 소매업체     |
| 94   | Unilever                            | ULVR   | 개인 물품                   |
| 95   | United Utilities                    | UU     | 가스, 물 및 다중 유틸리티   |
| 96   | Unite Group                         | UTG    | 부동산                      |
| 97   | Vodafone Group                      | VOD    | 이동통신                    |
| 98   | Weir Group                          | WEIR   | 산업재 및 서비스            |
| 99   | Whitbread                           | WTB    | 소매 접대                   |
| 100  | WPP plc                             | WPP    | 미디어                      |

## 시가 총액
다음 표는 FTSE 100 지수 상위 33개 기업을 나열한다. 2007년 거래 종료일인 2007년 12월 31일 기준으로, 시가 총액이 100억 영국 파운드(£)가 넘는 기업들이다.
| 순위 | 기업                           | 시가총액 (백만£) |
| ---- | ------------------------------ | ---------------- |
| 1    | 로얄 더치 셸                   | 134,376.32       |
| 2    | BP                             | 116,722.52       |
| 3    | HSBC                           | 99,573.75        |
| 4    | 보다폰 그룹                    | 98,837.71        |
| 5    | 글락소스미스클라인             | 71,305.15        |
| 6    | 리오 틴토                      | 53,249.29        |
| 7    | 로열 뱅크 오브 스코틀랜드 그룹 | 44,741.32        |
| 8    | 앵글로 아메리칸                | 40,826.49        |
| 9    | 브리티시 아메리칸 토바코       | 40,264.60        |
| 10   | BG 그룹                        | 38,663.88        |
| 11   | 테스코                         | 37,547.56        |
| 12   | BHP 빌튼                       | 35,131.42        |
| 13   | Xstrata                        | 34,494.18        |
| 14   | 바클레이즈                     | 32,975.87        |
| 15   | AstraZeneca                    | 32,017.50        |
| 16   | Diageo                         | 28,326.51        |
| 17   | HBOS                           | 27,543.08        |
| 18   | Lloyds TSB                     | 26,574.59        |
| 19   | 스탠다드 차터드                | 25,801.42        |
| 20   | 유니레버                       | 24,758.06        |
| 21   | BT 그룹                        | 22,026.04        |
| 22   | National Grid                  | 21,690.25        |
| 23   | SABMiller                      | 21,188.52        |
| 24   | Reckitt Benckiser              | 20,852.97        |
| 25   | Imperial Tobacco Group         | 18,381.72        |
| 26   | 프루덴셜                       | 17,514.73        |
| 27   | BAE 시스템즈                   | 17,468.18        |
| 28   | 아비바                         | 17,463.78        |
| 29   | 스코티시 앤드 사우던 에너지    | 14,021.28        |
| 30   | 센트리카                       | 13,165.69        |
| 31   | Cadbury Schweppes              | 13,052.16        |
| 32   | British Sky Broadcasting       | 10,850.10        |
| 33   | Rolls-Royce                    | 10,468.82        |

출처: 런던 증권거래소 공식 사이트의 이 페이지에서 링크된 파일로부터 정보를 얻어왔다. 런던 증권거래소를 제일로 우선시하여 상장하지 않은 기업은 FTSE 100 지수에 편입될 자격이 없다. 그러므로 이 목록에서도 빠졌다. 

## 같이 보기
- 코스피 지수
- FTSE 250 인덱스
- 주가 지수
- 다우 존스 산업평균지수
- DAX
- AEX 지수